# Miranda (álbum)
Miranda, lanzado en diciembre de 1983 fue el segundo y último álbum de la banda islandesa de música punk Tappi Tíkarrass en la que se encontraba la cantante Björk.
El álbum fue lanzado en formato LP y bajo el sello discográfico Gramm.

## Lista de canciones
Lado A
1. Miranda
2. Skrið
3. Kríó
4. Íþróttir
5. Tjet
6. Lækning
7. Drek-Lek

Lado B
1. Beri-Beri
2. Hvítibjörn
3. Sokkar
4. Með-Tek
5. Get Ekki Sofið
6. Mýrin Andar